# 沃尔基尔河
沃尔基尔河（英語：Wallkill River）是哈德遜河的支流，自西南向东北流，长约88.3英里（142.1），在紐約州金斯敦注入哈德遜河。